# Czesław Gajda
Czesław Gajda (ur. 2 maja 1936 w Czarnej Wsi, zm. 3 czerwca 2019 w Gdańsku) – polski artysta rzeźbiarz.

## Życiorys

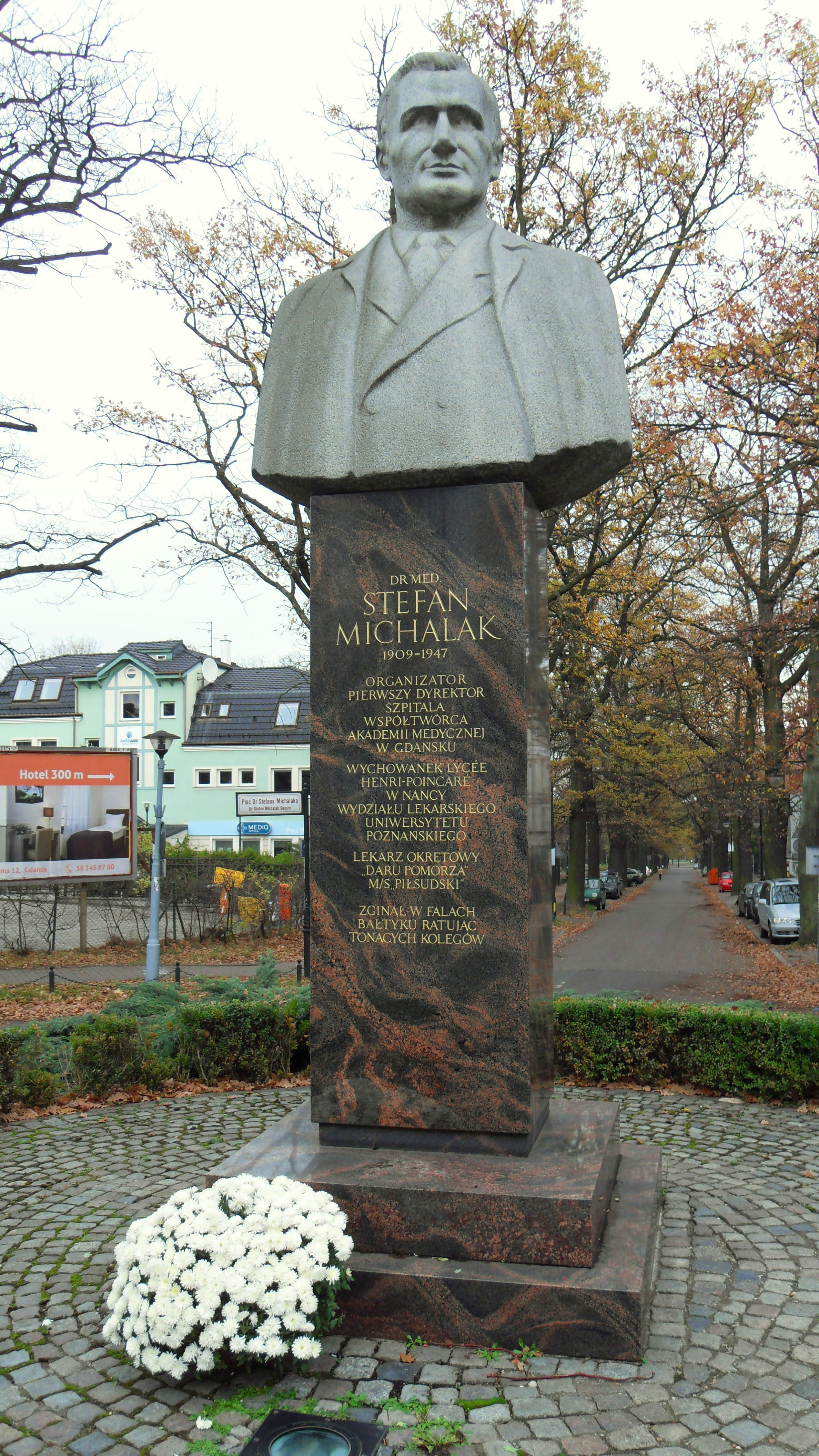
Pomnik Stefana Michalaka autorstwa Czesława Gajdy, umiejscowiony przed gmachem głównym Gdańskiego Uniwersytetu Medycznego

Uczęszczał do liceum plastycznego w Białymstoku. Później przeniósł się do liceum plastycznego w Zamościu, gdzie obrał specjalizację rzeźbiarską. Studiował na Wyższej Uczelni Sztuk Plastycznych w Gdańsku (obecnie: Akademia Sztuk Pięknych w Gdańsku). Dyplom uzyskał w pracowni Franciszka Duszeńki, a jego promotorem był Adam Smolana.
Wraz z Albertem Zalewskim należał do zespołu rzeźbiarskiego, który pod kierownictwem profesora Stanisława Horno-Popławskiego wykonał pomnik Karola Szymanowskiego w Słupsku. Współpracował z Wawrzyńcem Sampem i Stanisławem Gieradą przy budowie pomnika Józefa Wybickiego w Kościerzynie, ze Zdzisławem Kosedą i Stanisławem Gieradą przy budowie pomnika Józefa Konrada Korzeniowskiego w Gdyni, a także z Mariuszem Kulpą przy budowie pomnika Jana Pawła II w Gdańsku.
Był jednym z 7 rzeźbiarzy, obok, między innymi, Zbigniewa Erszkowskiego, Józefa Galicy i Stanisława Radwańskiego, których uznaje się za autorów Pomnika Obrońców Wybrzeża na Westerplatte.
Działał w Ruchu Odbudowy Polski. Należał do Związku Polskich Artystów Plastyków. Był stryjem Ewy Gajdy. Mieszkał w zamieszkanej przez artystów części gdańskiego Diabełkowa.
Wybrane, samodzielne prace:
- Pomnik Jezusa Miłosiernego w Gdańsku,
- Pomnik Bohaterów Walk z Faszyzmem w Rumi[5][6],
- Pomnik Romana Landowskiego w Tczewie[7][8],
- Pomnik Józefa Piłsudskiego w Koninie[9],
- Pomnik Stefana Michalaka[10] w Gdańsku,
- Pomnik 21 x TAK z 21 postulatami ogłoszonymi przez Międzyzakładowy Komitet Strajkowy, znajdujący się przy bramie nr 2 Stoczni Gdańskiej,
- Adaptacja Złotych Lwów, głównej nagrody Festiwalu Polskich Filmów Fabularnych w Gdyni[11][12][13][14],
- Tablica upamiętniająca 20. rocznicę powrotu Gdańska do Polski, wisząca na ścianie frontowej Dworu Artusa,
- Cztery postacie z żywicy epoksydowej będące alegoriami pór roku[15][16], zdobiące jedną z kamienic na placu Hallera w Tczewie,
- Rekonstrukcja kartusza pomnika króla Jana III Sobieskiego w Gdańsku[17],
- Płaskorzeźba polskiego orła w pozłacanej koronie (który zastąpił orła pruskiego), górująca nad fasadą Dworca Głównego w Gdańsku,
- Płaskorzeźba przedstawiająca herb Frankfurtu nad Menem, znajdująca się na ścianie frontowej ratusza w Römerberg.

Wybrane odznaczenia:
- Odznaka honorowa „Za zasługi dla Gdańska” (nr V-534, nadana 22 października 1966 przez Tadeusza Bejma),
- Brązowy medal „Za zasługi dla obronności kraju” (nr B-233078, nadany 10 października 1980 przez Wojciecha Jaruzelskiego),
- Srebrny Krzyż Zasługi (nr 2073-87-43, nadany 24 czerwca 1987 przez Wojciecha Jaruzelskiego).

## Kontrowersje
Będąc przewodniczącym, a później wiceprzewodniczącym rady nadzorczej Spółdzielni Pracy Twórczej Polskich Artystów Plastyków „Arpo”, był odpowiedzialny za sprzedaż gdańskiej zabytkowej nieruchomości Stągwie Mleczne, które spółdzielnia wykupiła w latach 90. W 2009 pomorskie media donosiły, że zakupem zainteresowany był Jan P. pseudonim „Tygrys”, a Czesław Gajda, w wywiadach, których udzielał, bronił tej osoby.